# Lumber City (Georgia)
Lumber City è una città degli Stati Uniti d'America, situata in Georgia, nella Contea di Telfair.